# Cerro Otse
Cerro Otse (o bien Otse Hill) es un pico y el punto más alto de Botsuana, con una altitud de 1.491 metros (4.891 pies). Se encuentra en el pueblo de Otse, Distrito Sudeste.
La colina Monalanong (a una altitud de 1.494 metros - 4.900 pies) o las colinas de Tsodilo (a una altitud de 1.489 metros - 4885 pies) son también a menudo consideradas como el punto más alto en Botsuana.